# Osroes I de Pàrtia
|  | Per a altres significats, vegeu «Osroes». |

Osroes I o també Còsroes i Khosrow (en part 𐭇𐭅𐭎𐭓𐭅 Husrōw) va ser rei de Pàrtia de l'any 105 al 129. Era germà de Pacoros II i quan aquest va morir el 105 el va succeir.
Ja abans de la mort del rei Pacoros s'havia alçat contra ell Vologès III, fill de l'antic rei Vologès II de Pàrtia, a la part oriental, i la rebel·lió es va mantenir. L'any 111 un nombre important de nobles van oferir el suport a Vologès III.
L'any 113 el rei Axidares d'Armènia, possible fill de l'antic rei part Pacoros II de Pàrtia, que no satisfeia ni a parts ni a romans, va ser deposat per Osroes I que va nomenar un nebot seu, Partamasiris, segurament un germà d'Axidares. Però aquesta decisió va ser mal acollida a Roma, on governava Trajà, que el 114 va declarar la guerra a Pàrtia, i va annexionar Armènia a la que va convertir en província romana. Tanmateix va dominar Albània del Caucas, Atropatene, Adiabene i altres regions com el Pont oriental.
L'any 115 Trajà va entrar en territori part, va baixar el Tigris i va atacar Hatra (actual Al-Hadhr) on governava un príncep local àrab que va oposar forta resistència. Després va ocupar Hit, Babel i altres ciutats i va arribar al Golf Pèrsic. Totes aquestes regions es van convertir en la província romana de Mesopotàmia. Mitridates IV, germà d'Osroes, es va proclamar rei junt amb el seu fill Sanatroces II (que també es va titular rei) i van combatre els romans. Trajà va entrar a Selèucia i Ctesifont el 116, quan el rei Osroes II ja havia fugit. Un rei local, Atambil de Mesene, es va sotmetre als romans. Les revoltes contra els romans a Selèucia del Tigris, Nisibe i Edessa van ser sufocades i la primera ciutat saquejada i reduïda a runes; Nísibis també va ser ocupada i saquejada, i Edessa incendiada. Tot i així un exèrcit dels parts va sorprendre els romans que es va haver de retirar. Osroes va recuperar Mesene, Adiabene i Osroene. Trajà va proclamar rei de Pàrtia al proromà i romanitzat Partamaspades, a les regions de la vora d'Armènia, i amb l'ajut romà va entrar a Ctesifont mentre els romans recuperaven Osroene, Adiabene i Mesene. Partamaspades se suposa era net de l'ex-rei Pacoros II i fill d'Axidares d'Armènia.
L'any 117 Trajà va tornar a Hatra per reduir el principat però es va posar malalt durant l'atac i va haver d'abandonar el setge. Va arribar fins a Selinunte on va morir el 8 d'agost del 117. El seu successor i fill adoptiu, Hadrià, pacifista, va signar immediatament un tractat amb Osroes I pel qual els romans evacuaven les regions ocupades menys Osroene. Partamaspades, abandonat dels romans, va ser derrotat i Osroes va recuperar la seva capital. Partamaspades va fugir a territori romà i Hadrià li va concedir (118) el tron vacant d'Osroene, on no es va poder consolidar, perdent el regne uns quatre anys després. El 118 un tractat va establir la frontera comuna de parts i romans al riu Eufrates. Una filla del rei part, feta presonera per Trajà, va ser alliberada.
Un Artaban es va revoltar cap a l'any 119 però va ser derrotat en pocs mesos. Probablement era el mateix Artaban IV ja revoltat vint-i-cinc anys abans.
Osroes I va morir el 129 i la noblesa s'inclinava pel reconeixement de Vologès III que dominava la part oriental, però Mitridates IV es va fer reconèixer i durant 20 anys va dominar algunes regions occidentals.